# 이시카리 유우키
이시카리 유우키(石狩勇気 1981년 1월 27일 ~ )는 일본의 성우이다. 오사카 출신.

## 외화 더빙
- 골든 슬럼버 - 주호(최우식)
- 달의 연인 - 보보경심 려 - 왕정(지수)
- 부산행 - 김진모 대리(김창환)
- 아이두 아이두 - 이충백(신승환)
- 인디펜던스 데이: 리써전스 - 게티
- 피고인 - 강준혁(오창석)
- D.P. -  김규(배유람)